# Acutotyphlops subocularis
Acutotyphlops subocularis е вид влечуго от семейство Typhlopidae. Видът е незастрашен от изчезване.

## Разпространение
Разпространен е в Папуа Нова Гвинея (Бисмарк).